# Dash Mihok
Dashiell Mihok, est un acteur américain, né le 24 mai 1974 à New York, États-Unis.

## Biographie
Dashiell Mihok est né le 24 mai 1974 à New York, États-Unis.
Il a le syndrome de Gilles de La Tourette, comme ses deux sœurs.

### Vie privée
Il est marié avec la chanteuse Valeria Mason. Ils ont deux enfants et habitent à Los Angeles.

## Filmographie

### Cinéma

#### Longs métrages
- 1996 : Sleepers de Barry Levinson : K.C.
- 1996 : Roméo + Juliette (Romeo + Juliet) de Baz Luhrmann : Benvolio
- 1996 : Foxfire d'Annette Haywood-Carter : Dana Taylor
- 1998 : La Ligne rouge (The Thin Red Line) de Terrence Malick : Soldat Doll
- 1998 : Telling You (en) de Rob DeFranco : Dennis Nolan
- 1999 : Whiteboys (Whiteboyz) de Marc Levin : James
- 2000 : En pleine tempête (The Perfect Storm) de Wolfgang Petersen : Sergent Jeremy Mitchell
- 2001 : Petite arnaque entre amis (Finder's Fee) de Jeff Probst : Bolan
- 2001 : Nailed de June Howson : Danny McGooch
- 2001 : One Eyed King de Robert Moresco : Bug
- 2001 : The Journeyman de James Crowley : Walter P. Higgs III
- 2002 : Le Gourou et les Femmes (The Guru) de Daisy von Scherler Mayer : Rusty McGee
- 2002 : Dark Blue de Ron Shelton : Gary Sidwell
- 2003 : Basic de John McTiernan : Mueller
- 2004 : Le Jour d'après (The Day After Tomorrow) de Roland Emmerich : Jason Evans
- 2004 : Mojave de William Monahan : Dom
- 2004 : Connie and Carla de Michael Lembeck : Mikey
- 2005 : Kiss Kiss Bang Bang de Shane Black : Mr Frying Pan
- 2006 : 10th and Wolf de Robert Moresco : Fredy
- 2006 : Hollywoodland d'Allen Coulter : Sergent Jack Peterson
- 2007 : Sex and Death 101 de Daniel Waters : Lester
- 2007 : Je suis une légende (I Am Legend) de Francis Lawrence : Alpha Male
- 2007 : Rex, chien pompier (Firehouse Dog) de Todd Holland : Trey Falcon
- 2007 : Superheroes d'Alan Brown : Ben Patchett
- 2007 : Loveless in Los Angeles d'Archie Gips : Dave Randall
- 2008 : Ma super nièce ! (The Longshots) de Fred Durst : Cyrus
- 2008 : Punisher : Zone de guerre (Punisher: War Zone) de Lexi Alexander : Inspecteur Martin Soap
- 2010 : Lifted de Lexi Alexander : William Matthews
- 2011 : Effraction (Trespass) de Joel Schumacher : Ty
- 2011 : Folie meurtrière (On the Inside) de D.W. Brown : Carl Tarses
- 2011 : The Mortician de Gareth Maxwell Roberts : Carver
- 2012 : Happiness Therapy (Silver Linings Playbook) de David O. Russell : Officier Keogh
- 2012 : 2nd Serve de Tim Kirkman : Charles
- 2013 : Fort Bliss de Claudia Myers : Sergent-chef Malcolm
- 2015 : Too Late de Dennis Hauck : Jesse
- 2016 : Ne t'endors pas (Before I Wake) de Mike Flanagan : Whelan
- 2016 : So B. It de Stephen Gyllenhaal : Roy
- 2016 : Car Dogs d'Adam Collins : Scott
- 2016 : The Girl Who Invented Kissing de Tom Sierchio : Victor
- 2017 : Quest de Santiago Rizzo : Tim
- 2018 : A Million Little Pieces de Sam Taylor-Johnson : Lincoln
- 2019 : Inherit the Viper d'Anthony Jerjen : Sheriff Knox
- 2019 : All Roads to Pearla de Van Ditthavong : Oz Bacco
- 2022 : Eaux profondes (Deep Water) d'Adrian Lyne : Jonas Fernandez
- 2022 : Wildflower de Matt Smukler : Derek
- 2024 : Armor de Justin Routt : Smoke
- 2024 : Junction de Bryan Greenberg : Matt

#### Moyen métrage
- 2002 : Johnny Flynton de Lexi Alexander : Johnny Flynton

### Télévision

#### Séries télévisées
- 1994 : New York Undercover : Marcus
- 1995 / 2009 : New York, police judiciaire (Law & Order) : Ethan Quinn /  Walters, le pompier
- 1996 - 1997 : Pearl (en) : Joey Caraldo
- 1999 : Felicity : Lynn McKennan
- 2003 : Street Time (it) : Randy Wiggins
- 2004 : Les Experts (CSI: Crime Scene Investigation) : Will Marshall
- 2007 : Cavemen : Jamie
- 2007 : Ghost Whisperer : Inspecteur David Campbell
- 2007 : Pushing Daisies : Lemuel "Lefty Lem" Weinger
- 2009 - 2010 : The Good Wife : Inspecteur Frank Seabrook
- 2010 : Burn Notice : Jack Yablonski / Fleetwood
- 2010 : How to Make It in America : Pete Powell
- 2010 : Human Target : La Cible (Human Target) : Eddie Dunn
- 2010 : New York, section criminelle (Law and Order: Criminal Intent) : Damon Kerrigan
- 2011 : Suspect numéro 1 : New York (Prime Suspect) : inspecteur Tachenko
- 2011 : Hawaii 5-0 (Hawaii Five-0) : Nick Drayton
- 2011 : Grey's Anatomy : Clay Rolich
- 2011 : Paul the Male Matchmaker : James
- 2012 : Breakout Kings : Jonah Whitman
- 2012 : Blue Bloods : Eddie Stone
- 2012 : Greetings from Home : Pete
- 2013 - 2020 : Ray Donovan : Bunchy Donovan
- 2015 : Gotham : Inspecteur Arnold John Flass
- 2015 : Chicago Police Department (Chicago P.D.) : Jeff Frazier
- 2021 : New York, crime organisé (Law & Order: Organized Crime) : Reggie Bogdan
- 2023 : Gossip Girl : Richard Hope
- 2023 : Accused : Un agent du FBI
- 2025 : La Rivière des Disparues (Long Bright River) : Eddie Lafferty

#### Téléfilms
- 1995 : Association meurtrière (Murderous Intent) de Gregory Goodell : Kevin
- 2004 : Hustle (en) de Peter Bogdanovich : Paul Janszen
- 2022 : Ray Donovan: The Movie de David Hollander : Bunchy Donovan